# Sixième circonscription du Puy-de-Dôme

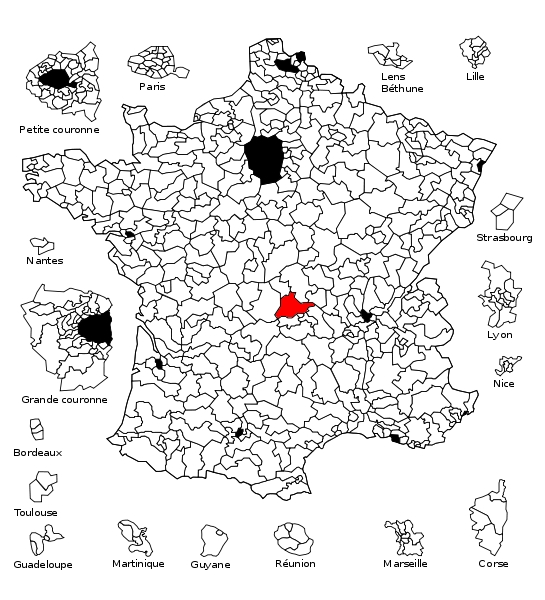
En : la sixième circonscription du Puy-de-Dôme.

La sixième circonscription du Puy-de-Dôme est une ancienne circonscriptions législatives françaises du département du Puy-de-Dôme (63) situé en région Auvergne. Elle a été supprimée lors du découpage de 2009 (et cette suppression a été appliquée lors de l'élection législatives de juin 2012). Le territoire que couvrait la sixième circonscription est en grande partie celui de la nouvelle deuxième circonscription.

## Description géographique et démographique
La sixième circonscription du Puy-de-Dôme est délimitée par le découpage électoral de la loi n°86-1197 du 24 novembre 1986
, elle regroupe les divisions administratives suivantes : 
- canton d'Aigueperse
- canton de Combronde
- canton d'Ennezat
- canton de Manzat
- canton de Menat
- canton de Montaigut-en-Combraille
- canton de Pionsat
- canton de Pontaumur
- canton de Pontgibaud
- canton de Randan
- canton de Riom-Est
- canton de Riom-Ouest
- canton de Saint-Gervais-d'Auvergne.

Elle coïncide donc avec l'arrondissement de Riom.
D'après le recensement général de 2006, réalisé par l'Institut national de la statistique et des études économiques (INSEE), la population municipale de cette circonscription est estimée à 114 657 habitants.

## Historique des députations
| Législature | Début de mandat | Fin de mandat  | Député         | Parti politique | Observations                                                                          |
| ----------- | --------------- | -------------- | -------------- | --------------- | ------------------------------------------------------------------------------------- |
| IXe         | 23 juin 1988    | 1er avril 1993 | Edmond Vacant, | PS,             | Maire de Mozac                                                                        |
| Xe          | 2 avril 1993    | 21 avril 1997  | Gérard Boche,  | UDF,            | Mandat écourté à la suite d'une dissolution parlementaire décidée par Jacques Chirac. |
| XIe         | 12 juin 1997    | 18 juin 2002   | Jean Michel,   | PS,             | Maire de Lapeyrouse                                                                   |
| XIIe        | 19 juin 2002    | 19 juin 2007   | Jean Michel,   | PS,             |                                                                                       |
| XIIIe       | 20 juin 2007    | 19 juin 2012   | Jean Michel,   | PS,             |                                                                                       |

## Historique des élections
Voici la liste des résultats des élections législatives dans la circonscription depuis le découpage électoral de 1986 : 

### Élections de 1988
| Candidat       | Candidat                    | Parti          | Premier tour | Premier tour | Second tour | Second tour |  |
| Candidat       | Candidat                    | Parti          | Voix         | %            | Voix        | %           |  |
| -------------- | --------------------------- | -------------- | ------------ | ------------ | ----------- | ----------- |  |
|                | Edmond Vacant élu           | PS             | 24 391       | 44,77        | 32 828      | 55,06       |  |
|                | Gérard Boche                | UDF (PR) (URC) | 20 808       | 38,19        | 26 785      | 44,93       |  |
|                | Jean-Claude Jacob           | PCF            | 4 539        | 8,33         |             |             |  |
|                | Bernard de Vimal du Bouchet | FN             | 2 925        | 5,36         |             |             |  |
|                | Jean-Luc Descamp            | Extrême gauche | 1 813        | 3,32         |             |             |  |
|                |                             |                |              |              |             |             |  |
| Inscrits       | Inscrits                    | Inscrits       | 79 706       | 100,00       | 79 679      | 100,00      |  |
| Abstentions    | Abstentions                 | Abstentions    | 24 214       | 30,38        | 18 746      | 23,53       |  |
| Votants        | Votants                     | Votants        | 55 492       | 69,62        | 60 933      | 76,47       |  |
| Blancs et nuls | Blancs et nuls              | Blancs et nuls | 1 016        | 1,83         | 1 320       | 2,17        |  |
| Exprimés       | Exprimés                    | Exprimés       | 54 476       | 98,17        | 59 613      | 97,83       |  |

Le suppléant d'Edmond Vacant était Jean Michel, avocat, maire de Lapeyrouse.

### Élections de 1993
| Candidat       | Candidat              | Parti          | Premier tour | Premier tour | Second tour | Second tour |  |
| Candidat       | Candidat              | Parti          | Voix         | %            | Voix        | %           |  |
| -------------- | --------------------- | -------------- | ------------ | ------------ | ----------- | ----------- |  |
|                | Gérard Boche élu      | UDF (PR)       | 23 289       | 42,04        | 30 083      | 52,52       |  |
|                | Edmond Vacant sortant | PS (ADFP)      | 16 449       | 29,70        | 27 201      | 47,48       |  |
|                | Louis Letalenet       | FN             | 4 693        | 8,47         |             |             |  |
|                | Jean-Claude Jacob     | PCF            | 4 478        | 8,08         |             |             |  |
|                | Roland Gourvès        | GÉ (EÉ)        | 3 415        | 6,17         |             |             |  |
|                | Danielle Héraud       | LT-LNÉ         | 1 580        | 2,85         |             |             |  |
|                | Marcel Breugnot       | SÉGA           | 1 002        | 1,81         |             |             |  |
|                | Francis Vergne        | LCR            | 485          | 0,88         |             |             |  |
|                |                       |                |              |              |             |             |  |
| Inscrits       | Inscrits              | Inscrits       | 81 794       | 100,00       | 81 776      | 100,00      |  |
| Abstentions    | Abstentions           | Abstentions    | 22 610       | 27,64        | 20 536      | 25,11       |  |
| Votants        | Votants               | Votants        | 59 184       | 72,36        | 61 240      | 74,89       |  |
| Blancs et nuls | Blancs et nuls        | Blancs et nuls | 3 793        | 6,41         | 3 956       | 6,46        |  |
| Exprimés       | Exprimés              | Exprimés       | 55 391       | 93,59        | 57 284      | 93,54       |  |

La suppléante de Gérard Boche était Marie-Thérèse Sikora, RPR, adjointe au maire de Saint-Éloy-les-Mines.

### Élections de 1997
| Candidat       | Candidat             | Parti          | Premier tour | Premier tour | Second tour | Second tour |  |
| Candidat       | Candidat             | Parti          | Voix         | %            | Voix        | %           |  |
| -------------- | -------------------- | -------------- | ------------ | ------------ | ----------- | ----------- |  |
|                | Gérard Boche sortant | UDF (PR)       | 17 117       | 32,04        | 26 774      | 45,76       |  |
|                | Jean Michel élu      | PS             | 16 221       | 30,37        | 31 730      | 54,24       |  |
|                | Guy Brunet           | PCF            | 7 837        | 14,67        |             |             |  |
|                | Michel Dufresne      | FN             | 5 370        | 10,05        |             |             |  |
|                | Agnès Mollon         | Les Verts      | 1 951        | 3,65         |             |             |  |
|                | Élizabeth Montfort   | LDI (MPF)      | 1 863        | 3,49         |             |             |  |
|                | Françoise Joet       | MÉI            | 1 714        | 3,21         |             |             |  |
|                | Philippe Archer      | US4J           | 1 057        | 1,98         |             |             |  |
|                | Antonio de Oliveira  | Divers         | 288          | 0,54         |             |             |  |
|                |                      |                |              |              |             |             |  |
| Inscrits       | Inscrits             | Inscrits       | 81 721       | 100,00       | 81 706      | 100,00      |  |
| Abstentions    | Abstentions          | Abstentions    | 24 541       | 30,03        | 19 315      | 23,64       |  |
| Votants        | Votants              | Votants        | 57 180       | 69,97        | 62 391      | 76,36       |  |
| Blancs et nuls | Blancs et nuls       | Blancs et nuls | 3 762        | 6,58         | 3 887       | 6,23        |  |
| Exprimés       | Exprimés             | Exprimés       | 53 418       | 93,42        | 58 504      | 93,77       |  |

Le suppléant de Jean Michel était Claude Lesme, journaliste, adjoint au maire de Volvic.

### Élections de 2002
| Candidat       | Candidat                  | Parti            | Premier tour | Premier tour | Second tour | Second tour |  |
| Candidat       | Candidat                  | Parti            | Voix         | %            | Voix        | %           |  |
| -------------- | ------------------------- | ---------------- | ------------ | ------------ | ----------- | ----------- |  |
|                | Jean Michel sortant réélu | PS               | 19 533       | 34,57        | 28 015      | 51,34       |  |
|                | Claude Liebermann         | UMP              | 17 166       | 30,38        | 26 550      | 48,66       |  |
|                | Élizabeth Montfort        | Divers droite    | 6 673        | 11,81        |             |             |  |
|                | Anne Faurot-Sainte-Marie  | FN               | 3 939        | 6,97         |             |             |  |
|                | Guy Godet                 | PCF              | 2 645        | 4,68         |             |             |  |
|                | Agnès Mollon              | Les Verts        | 1 534        | 2,72         |             |             |  |
|                | Franck Patillon           | LCR              | 1 232        | 2,18         |             |             |  |
|                | Alain Rousseau            | CPNT             | 1 148        | 2,03         |             |             |  |
|                | Anne-Marie Regnoux        | Pôle républicain | 967          | 1,71         |             |             |  |
|                | Louis Balsegur            | LO               | 709          | 1,25         |             |             |  |
|                | Marie-Françoise Joët      | MÉI              | 532          | 0,94         |             |             |  |
|                | Michel Dufresne           | MNR              | 419          | 0,74         |             |             |  |
|                |                           |                  |              |              |             |             |  |
| Inscrits       | Inscrits                  | Inscrits         | 84 923       | 100,00       | 84 906      | 100,00      |  |
| Abstentions    | Abstentions               | Abstentions      | 26 899       | 31,67        | 27 731      | 32,66       |  |
| Votants        | Votants                   | Votants          | 58 024       | 68,33        | 57 175      | 67,34       |  |
| Blancs et nuls | Blancs et nuls            | Blancs et nuls   | 1 527        | 2,63         | 2 610       | 4,56        |  |
| Exprimés       | Exprimés                  | Exprimés         | 56 497       | 97,37        | 54 565      | 95,44       |  |

La suppléante de Jean Michel était Évelyne Ribes, étudiante, adjointe au maire de Riom.

### Élections de 2007
| Candidat       | Candidat                  | Parti          | Premier tour | Premier tour | Second tour | Second tour |  |
| Candidat       | Candidat                  | Parti          | Voix         | %            | Voix        | %           |  |
| -------------- | ------------------------- | -------------- | ------------ | ------------ | ----------- | ----------- |  |
|                | Marie-Thérèse Sikora      | UMP            | 18 782       | 34,23        | 26 163      | 45,76       |  |
|                | Jean Michel sortant réélu | PS             | 18 112       | 33,01        | 31 011      | 54,24       |  |
|                | Catherine Mallick         | UDF–MoDem      | 5 274        | 10,23        |             |             |  |
|                | Pascal Estier             | PCF            | 5 194        | 7,22         |             |             |  |
|                | Anne Faurot-Sainte-Marie  | FN             | 1 669        | 3,04         |             |             |  |
|                | Valérie Criquet           | LCR            | 1 565        | 2,85         |             |             |  |
|                | Marcel Bossu              | MPF            | 1 170        | 2,13         |             |             |  |
|                | Olivier Clavaud           | Les Verts      | 1 136        | 2,07         |             |             |  |
|                | Françoise Joët            | MÉI            | 674          | 1,23         |             |             |  |
|                | Daniel Seguy              | LO             | 605          | 1,10         |             |             |  |
|                | Jacques Montel            | Divers         | 449          | 0,82         |             |             |  |
|                | André Dulac               | MNR            | 239          | 0,44         |             |             |  |
|                |                           |                |              |              |             |             |  |
| Inscrits       | Inscrits                  | Inscrits       | 88 376       | 100,00       | 88 363      | 100,00      |  |
| Abstentions    | Abstentions               | Abstentions    | 32 166       | 36,4         | 28 977      | 32,79       |  |
| Votants        | Votants                   | Votants        | 56 210       | 63,6         | 59 386      | 67,21       |  |
| Blancs et nuls | Blancs et nuls            | Blancs et nuls | 1 341        | 2,39         | 2 212       | 3,72        |  |
| Exprimés       | Exprimés                  | Exprimés       | 54 869       | 97,61        | 57 174      | 96,28       |  |

#### Département du Puy-de-Dôme
- La fiche de l'INSEE de cette circonscription : « Tableaux et Analyses de la sixième circonscription du Puy-de-Dôme », sur insee.fr, site de l'Institut national de la statistique et des études économiques (consulté le 10 juin 2007) [PDF]

- « Tous les députés du département du Puy-de-Dôme depuis 1789 », sur assemblee-nationale.fr, site de l'Assemblée nationale française (consulté le 10 juin 2007)

- « Informations contentieuses sur le département du Puy-de-Dôme (Élections législatives de 2002) »(Archive.org • Wikiwix • Archive.is • Google • Que faire ?), sur conseil-constitutionnel.fr, site du Conseil constitutionnel (consulté le 13 juin 2007)

- « Résultats des élections de la XIe législature dans le département du Puy-de-Dôme », sur assemblee-nationale.fr, site de l'Assemblée nationale française (consulté le 13 juin 2007).

- « Résultats des élections de la XIIe législature dans le département du Puy-de-Dôme », sur assemblee-nationale.fr, site de l'Assemblée nationale française (consulté le 13 juin 2007).

#### Circonscriptions en France
- « Carte des circonscriptions législatives en France », sur assemblee-nationale.fr, site de l'Assemblée nationale française (consulté le 20 juin 2007)

- « Résultats électoraux officiels en France »(Archive.org • Wikiwix • Archive.is • Google • Que faire ?), sur interieur.gouv.fr, site du ministère de l'Intérieur (France) (consulté le 13 juin 2007)

- Description et Atlas des circonscriptions électorales de France sur http://www.atlaspol.com, Atlaspol, site de cartographie géopolitique, consulté le 13 juin 2007.